# الأكاديمية الأمريكية لطب الأطفال
الأكاديمية الأمريكية لطب الأطفال (بالإنجليزية: American Academy of Pediatrics)‏ هي جمعية مهنية أمريكية لأطباء الأطفال مقرها في إلك غروف في إلينوي.

## روابط خارجية
- الموقع الرسمي